# Stuttgarter Künstlerbund
Der Stuttgarter Künstlerbund ist ein Verein bildender Künstler. Gegründet wurde er 1898 und gilt somit als ältester Künstlerbund Deutschlands. Der Künstlerbund hat die Rechtsform eines eingetragenen Vereins.

## Vorgeschichte

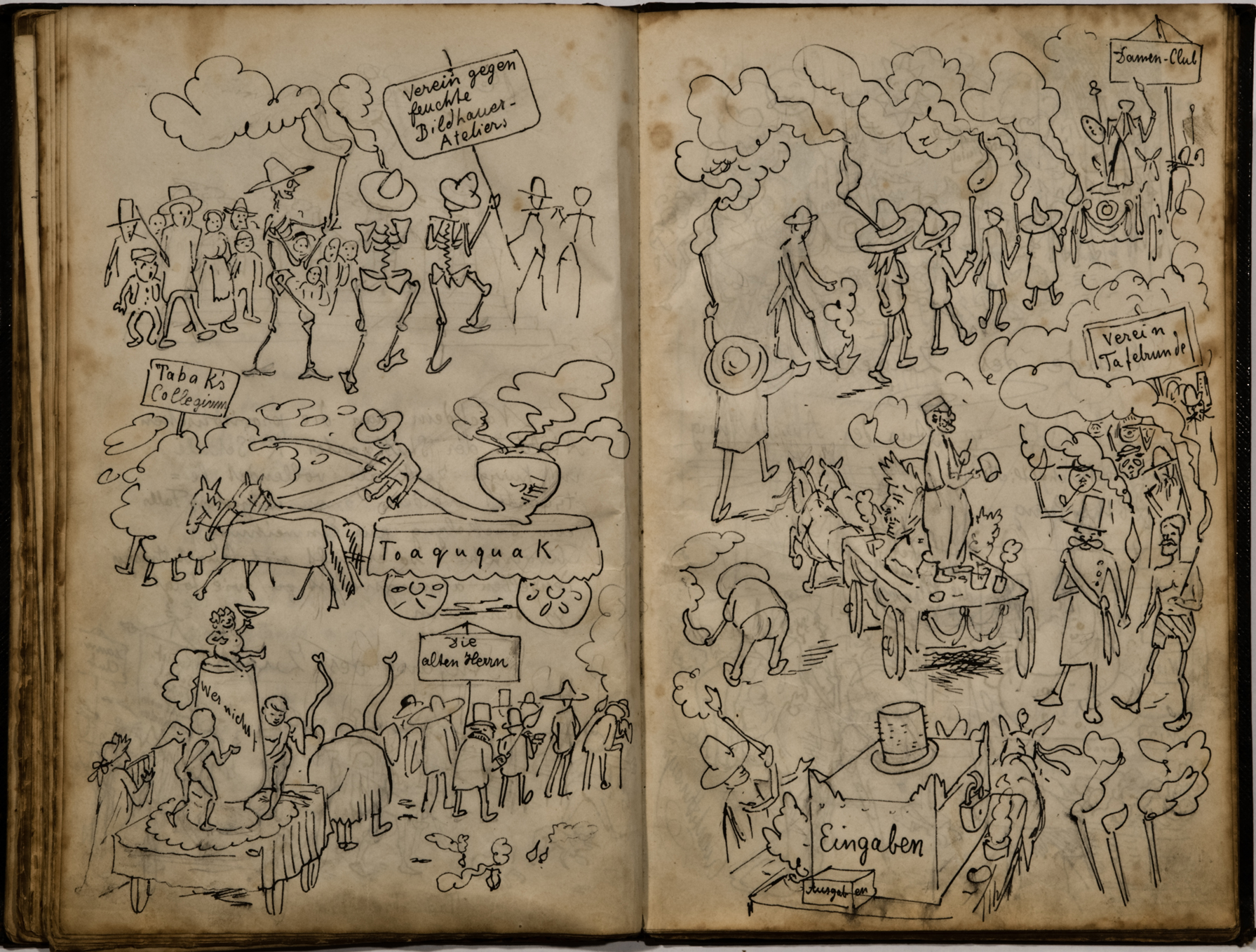
Doppelseite aus einem Kneipbuch, 1889

Im Jahr 1876 gründeten Schüler der Stuttgarter Kunstschule die sogenannte „Tafelrunde“. Man traf sich regelmäßig, verfasste Zeitungen für diese Tafelrunden, die man üppig illustrierte.
Gesammelt sind diese frühen Erzeugnisse der Tafelrunde in fünf Büchern. Sie zeigen nicht nur ein Abbild der damaligen Zeit, sondern dokumentieren auch die Kunstfertigkeit der Mitglieder. Aufgrund der Signaturen oder „literarischen Erwähnungen“ lassen sich auch Lebensläufe verfolgen.
Etliche Mitglieder dieser Tafelrunde haben später Karriere gemacht und sind noch in alten und neuen Künstlerlexika verzeichnet. Viele der Tafelrundenteilnehmer sind später Mitglieder des Stuttgarter Künstlerbundes geworden. Einer von ihnen, Karl Bauer (1868–1942), Künstler und Schriftsteller, ist sowohl in den Aufzeichnungen der Tafelrunde als auch später im Kreis der „Stuttgarter Sezessionisten“ zu finden.

### Berufung Graf Leopold von Kalckreuths nach Stuttgart

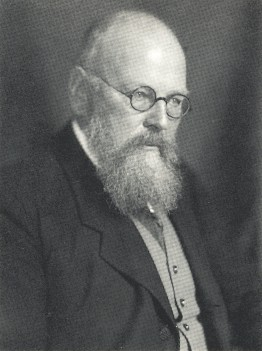
Leopold von Kalckreuth auf einer Fotografie von Jacob Hilsdorf.

Ludwig Herterich (1856–1932), der aus München an die Stuttgarter Kunstschule kam, aber einen Ruf nach München annahm, empfahl dem König von Württemberg, Wilhelm II., Graf Leopold von Kalckreuth (1855–1928) aus Karlsruhe zu holen. Von Kalckreuth war bereit, nach Stuttgart zu kommen, und brachte zwei weitere Kollegen mit. Der König, der mit der Einsetzung des Barons Joachim Gans zu Putlitz als Generalintendant für das Theater schon eine gute Hand bewiesen hatte, ließ eigens für von Kalckreuth eine Komponierklasse schaffen, machte Robert Poetzelberger (1856–1930) zum Nachfolger von Herterich in der Zeichenklasse und Carlos Grethe zum Hilfslehrer bei Poetzelberger. Kalckreuths komplettes Gehalt und eine Aufbesserung von Grethes Bezügen wurden aus der königlichen Schatulle bezahlt, da die Kunstschule, die spätere Akademie, keine zusätzlichen Mittel hatte. Eine viel beachtete Ausstellung der drei neuen Lehrer und ihrer Schüler im Jahr 1900 machte schnell auf sie aufmerksam.

## Gründung des Künstlerbundes
Vorher aber hatte von Kalckreuth schon – wie im Jahre 1896 in Karlsruhe – dafür gesorgt, dass die Künstler ein Forum bekamen, das ihnen solche Ausstellungen ermöglichte. Der Stuttgarter Künstlerbund wurde als eingetragener Verein gegründet. Der Verein „Stuttgarter Künstlerbund“ taucht im Jahr 1900 erstmals im Stuttgarter Adressbuch auf, mit von Kalckreuth als erstem Vorsitzenden und einer Adresse in der Urbanstraße 37, auch heute noch Sitz der Staatsgalerie.

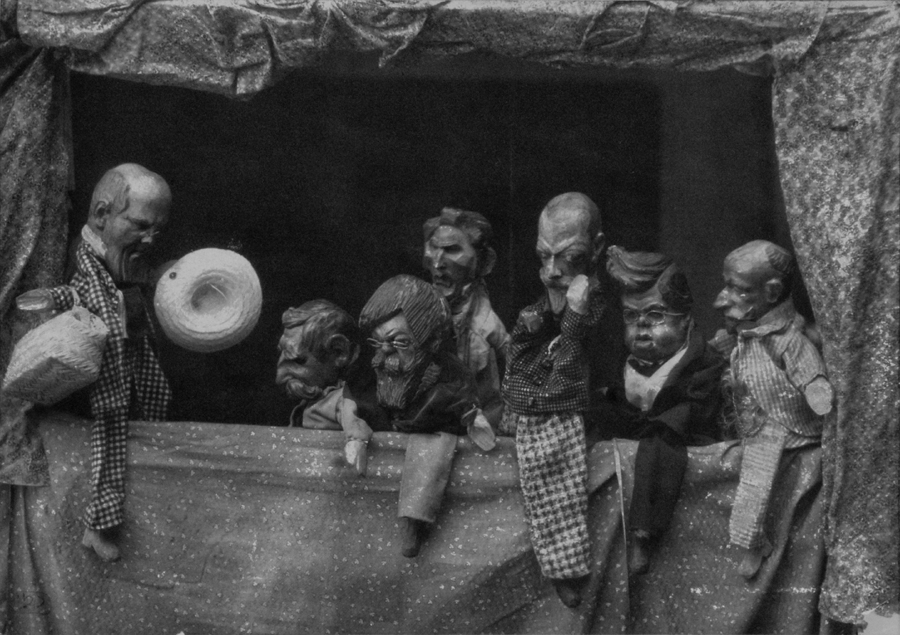
Die 7 Gründungsmitglieder als Handpuppen (v. l. n. r.: Leopold von Karlckreuth, Robert Haug, Theodor Fischer, Carlos Grethe, Alexander Eckener, Josef Kerschensteiner und Hermann Widensohler).

Der Kunsthistoriker Julius Baum berichtet im Jahr 1913, dass von Kalckreuth bald nach der Gründung des „Ausstellerverbandes Künstlerbund“ einen „Geselligen Verein Künstlerbund“ aus der Taufe gehoben hat, der den Künstlern zum Gedankenaustausch und zur Geselligkeit dienen sollte. Aus den Anfängen des Stuttgarter Künstlerbundes ist ein Restsatz von fünf von ursprünglich sieben Handpuppen erhalten, die von Robert Poetzelberger geschnitzt worden sein sollten, vermutlich um 1908 zum Abschied von Kalckreuths. Die karikierenden Köpfe zeigten die Professoren Leopold von Kalckreuth, Carlos Grethe, Robert von Haug (1857–1922) und Alexander Eckener von der Akademie, den Maler Josef Kerschensteiner, den Architekten des Kunstgebäudes Theodor Fischer und den Fotografen und Geschäftsführer des Kunstvereins Hermann Widensohler.

### Vorsitzende und Aktivitäten bis 1942
- bis 1908 Leopold von Kalckreuth
- 1908 Carlos Grethe
- 1909 Hans von Heider
- 1912–1916 Robert Poetzelberger (Umzug in das neu erbaute Kunstgebäude)
- 1916 Professor Heine Rath
- 1923–1927 keine Einträge
- 1928 Professor Robert Breyer.

In den Anfängen der Zeit des Nationalsozialismus wurde auch der Stuttgarter Künstlerbund gleichgeschaltet, aus dem Vereinsregister gelöscht und neu eingetragen, 1. Vorsitzender waren in der Folge:
- Julius Kurz
- Hans von Heider
- 1941 Josef Zeitler
- bis 1942 H. Kißling.

Danach werden Vereinsvorsitzende nicht mehr im Adressbuch erwähnt, laut Vereinsregister wurde Adolf Weller mit der Wahrnehmung der Geschäfte eines Vorsitzenden betraut. Bis 1958 war u. a. Walter Romberg gemeinsam mit Felix Hollenberg im Vorstand tätig.

### Ausstellungen der frühen Zeit
In den Anfangszeiten sind „Ausstellungen“ das entscheidende Thema des Stuttgarter Künstlerbundes. Gemeinsam mit der Stuttgarter Kunstgenossenschaft trat man als Stuttgarter Gruppe erstmals 1904 in Dresden mit einer Gesamtausstellung auf. Die dafür von der Kunstgewerbeschule unter der Leitung von Bernhard Pankok geschaffene Saaleinrichtung und -ausstattung wurde später von der Stuttgarter Gemäldegalerie übernommen. Weitere Ausstellungen fanden im Jahre 1904 in Wiesbaden, Aachen, Krefeld und Heilbronn statt. 1907 wurde Köln mit einer Ausstellung beschickt, im Jahre 1909 wieder Dresden. Im Januar 1909 stellte der Stuttgarter Künstlerbund in Mannheim, einen Monat später in Stuttgart in den Räumen des Kunstvereins in der Schellingstraße aus. Ausstellungen in Heilbronn, Magdeburg, Elberfeld, Krefeld und Wiesbaden schlossen sich an, so berichtet Dr. Erich Heyfelder vom Künstlerbund anlässlich der Ausstellung zum 25-jährigen Bestehen.
Außerdem fand 1907 die Abschiedsausstellung für von Kalckreuth statt, 1909 gab es eine Werkausstellung des Akademielehrers Friedrich von Keller, in den Jahren 1909 bis 1911 jeweils eine Gedächtnisausstellung für Otto Reiniger, Alexander Freiherr von Otterstedt und Hermann Pleuer. 1912 folgte eine Ausstellung von Werken von Gustav Schönleber, ebenfalls Lehrer an der Akademie.

## Kunstgebäude

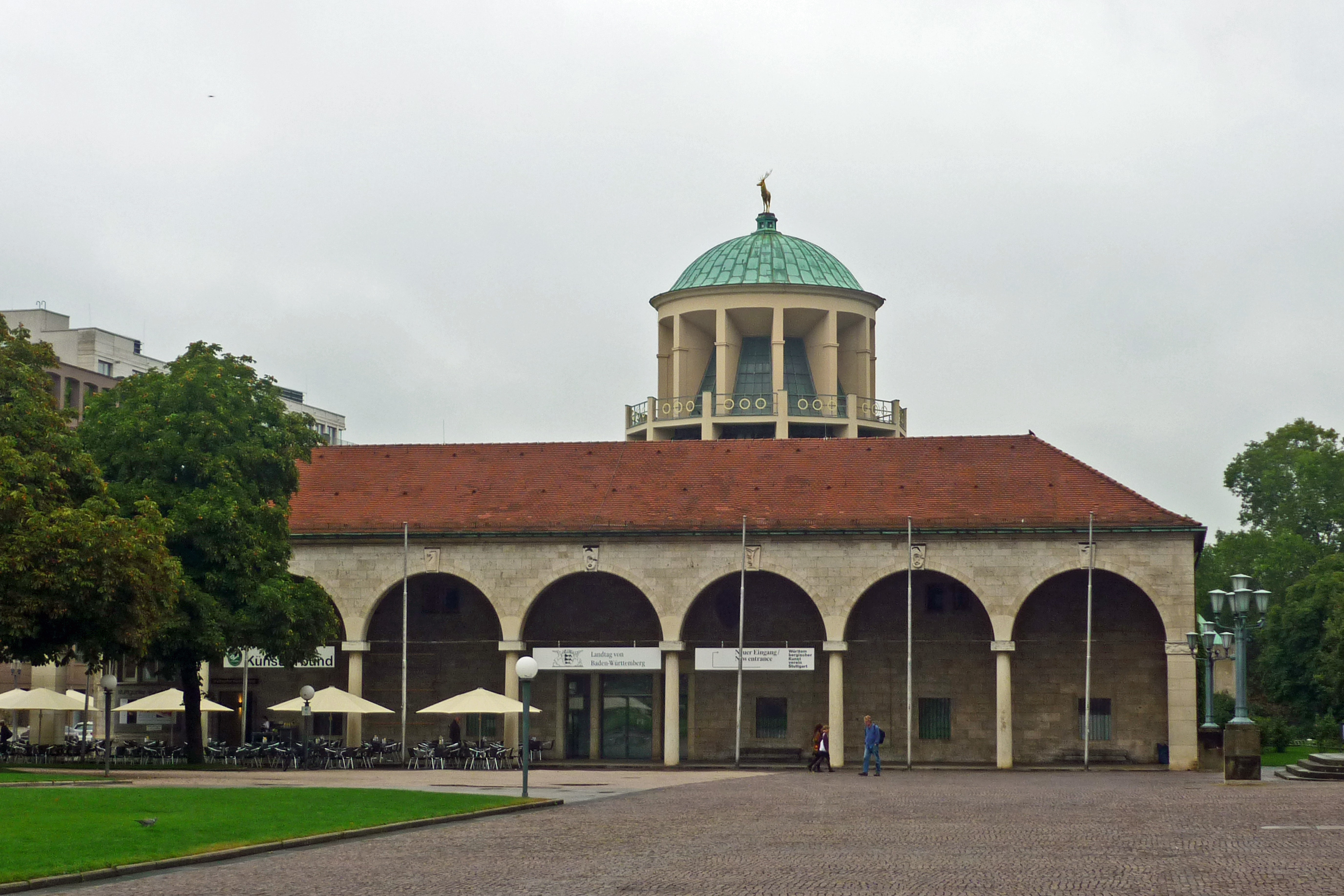
Kunstgebäude in Stuttgart

Zunächst stellten die Künstler in den Räumen der Königlichen Galerie (heute Staatsgalerie) aus. Dafür musste die ständige Ausstellung teilweise ausgeräumt werden, da es keine anderen Ausstellungsräume gab. Auch der Kunstverein, der Werke ankaufte und ausstellte, hatte keine ausreichenden Ausstellungsmöglichkeiten.
In einer Petition vom 27. Juni 1907 an den König baten die Mitglieder des Bundes um die Errichtung eines Kunstgebäudes am Schloßplatz. Da das Hoftheater am Schloßplatz 1902 niedergebrannt war, musste dieser repräsentative Platz ohnehin neu geplant werden. Obwohl es einen Entwurf von Bernhard Pankok, dem damaligen Leiter der Kunstgewerbeschule gab, übertrug der König die Ausführung des Kunstgebäudes, das Städtische Galerie, Kunstverein und Künstlerbund beherbergen sollte, dem inzwischen wieder in München lebenden Theodor Fischer.
Ein repräsentatives Gebäude, in dem neben Ausstellungsräumen ein Restaurant, Klubräume, eine Kegelbahn für den Künstlerbund und Wohnungen für die Hausmeister und das Restaurantpersonal eingeplant werden sollten, war damals noch recht ungewöhnlich und eine Herausforderung für den Architekten. Ursprünglich sollte Pankok die Inneneinrichtung entwerfen, verzichtete jedoch auf den Auftrag. Innerhalb von drei Jahren entstanden nicht nur das neue Theater und das Lindenmuseum, sondern auch das Kunstgebäude und das Theater.
Am 8. Mai 1913 wurde das Gebäude in Anwesenheit von König Wilhelm II von Württemberg eingeweiht. An der Eröffnungsausstellung beteiligten sich Künstler aus Deutschland und, die heimischen Künstler, die sich jedoch einer Jurierung unterziehen mussten. Juroren waren Robert v. Haug, Christian Landenberger, Alfred Schmidt, Eugen Stammbach, Friedrich von Keller, Christian Speyer, Ludwig Habich, Robert Poetzelberger, Gustav Adolf Bredow, Josef Brüllmann und Ulfert Janßen.
Mit 785 Exponaten aus den Bereichen Malerei, Grafik und Bildhauerkunst trug die „Große Kunstausstellung Stuttgart“ ihren Namen zu Recht. Schon nach zwei Monaten waren die Einnahmen aus den Eintrittsgeldern höher als für den gesamten Ausstellungszeitraum veranschlagt, und als die Ausstellung am 19. Oktober ihre Pforten schloss, hatte man mehr als hunderttausend Besucher gezählt und für mehr als 300.000 Mark Kunstwerke verkauft oder in Auftrag genommen.
Anlässlich der Ausstellung entstand im Jahr 1913 ein Buch des Stuttgarter Kunsthistorikers Julius Baum – Die Stuttgarter Kunst der Gegenwart –, das mit seinen vielen Abbildungen ein Bild der Vielfältigkeit dieser Ausstellung bietet. Da waren noch ganz im 19. Jahrhundert verhaftete Werke ebenso zu sehen, wie die damals sehr beliebten Werke des schwäbischen Impressionismus und die in die Moderne weisenden Werke von Willi Baumeister, Oskar Schlemmer und Adolf Hölzel. Aber die „Moderne“ hatte noch lange nicht überall Einzug gehalten, denn ein Teil des Wandschmuckes, den Alfred Heinrich Pellegrini für den Brunnen und für die Räume des Künstlerbundes geschaffen hatte und die deutliche Jugendstilelemente zeigten, wurde schon nach kurzer Zeit zugehängt, in den Künstlerbundräumen sogar abgekratzt, weil sie angeblich den Mitgliedern des Künstlerbundes missfiel.

### Klubräume des Stuttgarter Künstlerbundes
Im ersten Stock des neuen Kunstgebäudes waren außer drei Ausstellungsräumen und drei Galerien die Klubräume des Künstlerbundes untergebracht. Die Klubräume lagen über dem Eingangsbereich des Erdgeschosses im Südflügel, dem Schloßplatz zugewandt. Die Treppe, die zu diesen Räumen hinauf führte, war jene, für die in der Vorhalle das Treppentürmchen angebaut worden war. Von ihr aus betrat man einen Garderobenraum und von dort weiter geradeaus das Billardzimmer. Dieses mündete ohne Tür in einen Gang, von dem man in ein Lesezimmer gelangte. Geradeaus führte er in den langgestreckten Vereinssaal, der in einen flachgedeckten und in einen längeren, tonnenüberwölbten Bereich unterteilt war. Ihm schloss sich eine um vier Stufen erhöhte Bühne an, die nach hinten zwei Umkleidekabinette begrenzten. Die Fenster der Räume wiesen in Richtung der Kuppel, drei des Saals – insgesamt erhellten ihn fünf – und das des Lesezimmers öffneten sich auf den Schmuckhof, das Fenster des Billardzimmers ging auf die nicht überdachte Halle der Terrasse über dem Hof. Die Ausstattung des Garderobenraums und des Billardzimmers besorgte der Architekt Oskar Pfennig, die des Lesezimmers und des Saals, mit Ausmalung der Tonnendecke, der Maler Eduard Pfennig.
Im Untergeschoss befand sich eine Kegelbahn. Kegelstube und Bahnraum wurden von Theodor Fischer entworfen. Die Stube war bis in halbe Wandhöhe dunkel holzvertäfelt, die Wandfläche darüber zeigte sich einfarbig und hell wie die Decke.
Wilhelm II. scheint eine besondere Vorliebe für seine Künstler gehabt zu haben, denn die Einrichtung der „Königsabende“ in den Klubräumen des Künstlerbundes gab es auch schon vor dem Einzug in das Kunstgebäude.

## Die frühen Jahre, Ausstellungen und Aktivitäten
Aus Anlass der 25-jährigen Regentschaft des Königs 1918 gab es eine Ausstellung der Stuttgarter Künstler, wieder mit einer vorwiegend von Künstlerbundmitgliedern gestellten Jury. Wanderausstellungen des Künstlerbundes gingen nach Heilbronn, Tübingen, Heidenheim, später auch nach Wildbad, Mergentheim u. a. Von 1918 an gab es regelmäßige Frühjahrsausstellungen im Kunstgebäude sowie Ausstellungen in Nürnberg, Darmstadt und anderen Orten.

### Die Stuttgarter Sezession 1923
Krieg und Inflation setzten dem Stuttgarter Künstlerbund zu, der König hatte sich unter Umgehung Stuttgarts auf seine Besitzungen zurückgezogen, die Traditionalisten gewannen im Künstlerbund die Oberhand. Die Gründung des Künstlerbundes hatte zwar durch die liberale Haltung von Kalckreuths eine frühe Sezession, d. h. Abspaltung der progressiven Kräfte um die Jahrhundertwende wie in München, Berlin und anderen Städten vermieden, doch im Jahr 1923 gab es dann trotzdem eine Stuttgarter Sezession. Hatte es schon 1918 mit der Üecht um Oskar Schlemmer und Gottfried Graf eine neue Gruppe gegeben, die eine Reform der Akademie forderte, so führten jetzt Bevormundungen der Traditionalisten den Jungen gegenüber sowie die Verwendung der Jury als Machtmittel statt als „Hilfsmittel zur Eliminierung des Mittelmäßigen“ zur Abspaltung. Die Gestaltung der Ausstellungen war der wesentliche Streitpunkt, der zu dieser Abspaltung führte.
Zu den Gründungsmitgliedern der Sezession gehörten die Akademielehrer Heinrich Altherr und Arnold Waldschmidt, sowie die Lehrer an der Kunstgewerbeschule Alfred Lörcher und Bernhard Pankok, aber auch die freien Künstler Reinhold Nägele und Jakob Wilhelm Fehrle. Die führende Rolle Altherrs in der Sezession wurde allgemein akzeptiert. Sein Eintreten für geistige Entwicklung und freie Entfaltung in der Kunst wurde damals nicht von allen Sezessionisten geteilt, aber gängeln lassen wollte man sich auch nicht ständig. Viele der Sezessionisten jedenfalls waren Mitglieder des Künstlerbundes.

### Nach der Sezession, 25-Jahr-Ausstellung
1925 gab es eine Ausstellung zur 25-Jahr-Feier des Künstlerbundes, die „Große Schwäbische Kunstschau“ im Kunstgebäude.
Man hielt Rückschau und zeigte Gegenwärtiges. Mit mehr als 650 Werken und über 170 Künstlern, vorwiegend aus Stuttgart, war diese Ausstellung in Größe und Aufwand einem solchen Jubiläum sicher angemessen. Schaut man sich die Titel der Kunstwerke an, so finden sich immer noch vorwiegend Landschaften, Städtebilder, Tierbilder, Porträts und Stillleben.

### Frühjahrsschau April 1932
Bei der Frühjahrsausstellung 1932 handelte es sich um eine der alljährlich wiederkehrenden Veranstaltungen. Mit 95 Ausstellern und fast 300 Werken auch hier wieder eine ausführliche Werkschau. Die Künstler kamen fast alle aus Stuttgart.

## Verfolgung und Gleichschaltung, Beschlagnahmung
Auch wenn die ganz Progressiven mit den Sezessionisten den Künstlerbund verlassen hatten, die Verfolgung wegen der künstlerischen Auffassung traf doch einige der Mitglieder und Aussteller des Stuttgarter Künstlerbundes.
Werke von Max Mayrshofer, Franziska Sarwey, Hans Brühlmann, Karl Caspar, Maria Caspar-Filser und Heinrich Eberhard wurden beschlagnahmt. Albert Müller verließ 1942 aus politischen Gründen die Kunstgewerbeschule, Albert Unseld ging 1937 in die „Innere Emigration“.
Käthe Loewenthal wurde im KZ Izbica umgebracht. Die Lebensspur von Ignaz Kaufmann verliert sich nach 1933, er war Jude ebenso wie Hermann Fechenbach. Er bekam schon 1933 Malverbot. Unerschrocken setzte er sich für andere Menschen jüdischen Glaubens ein, indem er sie auf ihre Emigration vorbereitete. Nebenbei betrieb er seine eigene Emigration, die ihm mit seiner Familie 1939 gelang. Er ging nach London, wo er zunächst als feindlicher Ausländer interniert, dann aber nach einem Jahr freigelassen wurde. Er schuf Zyklen, die sich mit seinen Erlebnissen beschäftigen und starb 1975 in Buenos Aires.
Nachdem bereits 1933 „verdächtige“ und „entartete“ Lehrer ihre Ämter verloren hatten (Schlemmer beispielsweise arbeitete zwangsverpflichtet und versah zunächst Gebäude mit Tarnfarbe), wurde die Kunst ab 1935 systematisch gleichgeschaltet. Kunstvereine wurden aufgelöst und der Reichskammer der bildenden Künste unterstellt. Der Künstlerbund existierte nach einer erneuten Eintragung ins Vereinsregister weiter. 1941 gab es eine Jubiläumsausstellung der Künstlerbundmitglieder Julius Kurz, Josef Zeitler und August Köhler. 1943 wurde das Kunstgebäude durch eine Sprengbombe getroffen und zerstört. Ab 1944 ruhten die Geschäfte des Kunstvereins.

## Der Verein nach dem Krieg
In der Stuttgarter Chronik der ersten Nachkriegsjahre sind die bildenden Künste kaum erwähnt. Von Literatur ist die Rede, von der Musik, die bildenden Künste fehlen. Dennoch ging das Vereinsleben weiter. Die Säulenfront des Kunstgebäudes war zum Teil erhalten geblieben und man traf sich in einem erhalten gebliebenen Raum gleich hinter dem Treppenaufgang. Das Kunstgebäude wurde erst 1961 wieder eröffnet. Daher fanden die ersten Ausstellungen im Atelierhaus des Bundes Bildender Künstlerinnen Württembergs an der Eugenstaffel und in der Schellingstraße statt. Am 9. Mai 1953 eröffnete die Ausstellung „Die Kunst hat tausend Arten“, in der jeweils 14-tägig erst Arbeiten der realistisch-naturalistischen, dann der expressionistisch-sinnbildlichen und zum Schluss der abstrakt-gegenstandsfreien Richtung gezeigt wurden.
Ab Wiedereröffnung des Kunstgebäudes 1961 werden regelmäßig Arbeiten im Café ausgestellt. 1969 wurde auch die einzige Nummer der „Mitteilungen des Künstlerbundes“ herausgebracht.
Vom 5. bis 30. April 1982 veranstaltete der Stuttgarter Künstlerbund in den Räumen der Baden-Württembergischen Bank und in eigenen Räumen eine Ausstellung mit dem Titel „Begegnung mit der Kunst“. Mit über 50 Ausstellern und mehr als 100 Bildern zeigte man aktuelle Arbeiten der lebenden sowie Werke inzwischen verstorbener Mitglieder, die von der Galerie der Stadt Stuttgart und privaten Leihgebern zur Verfügung gestellt worden waren. Im Frühling und Sommer 1989 wurden auf dem Stuttgarter Schloßplatz Skulpturen ausgestellt.

### Vorsitzende während des Krieges und nach dem Krieg
- bis 1949 Adolf Weller
- 1949–1959 Maxim Köhler
- 1962–1965 Rudolf Yelin
- 1965–1967 Otto Ludwig Kunz
- 1967–1968 Paul Stohner
- 1969–1978 Rudolf Yelin
- 1979–1984 Heinz E. Hirscher
- 1984–1988 H. C. Zimmerle
- 1994–1996 Inge Kern-Rossa
- 1996–2008 Rolf Bakenhus
- 2008–2017 Richard Böhmer
- seit 2017 Bernd Mückenhaupt

## Der Künstlerbund Stuttgart heute
Durch die Umgestaltung der Vereinsräumlichkeiten und des Restaurantbetriebs können heute die Ausstellungen von Mitgliedern und anderen Gruppen wieder in den Räumen im Kunstgebäude stattfinden. Hat man vor allem in den vergangenen Jahren viele Ausstellungen für Künstler aus dem alten Ostblock ausgerichtet, so werden zurzeit in siebenwöchigem Wechsel vor allem Arbeiten der Mitgliedern gezeigt. Außerdem wird einmal jährlich eine Sonderausstellung für die Studenten der Staatlichen Akademie der Bildenden Künste Stuttgart ausgerichtet.
„Kunst am Sonntag“ als etablierte Kulturveranstaltung des Stuttgarter Künstlerbundes e. V., bietet den Rahmen für junge und trendige Veranstaltungen. Das Programm ist breit angelegt und bietet Musik, Kabarett, Performance, Vorlesungen und vieles mehr.

### Mitglieder
Derzeit hat der Stuttgarter Künstlerbund 134 Mitglieder, die sich aus Künstlern der verschiedensten Richtungen zusammensetzen. Ein steigender Anteil von jüngeren Mitgliedern sowie ein ebenfalls wachsender Anteil von in Stuttgart und Umgebung lebenden Künstlern, die nicht in Deutschland geboren wurden, schafft die Lebendigkeit im Gedankenaustausch, die sich jeder Verein wünscht. In vielerlei Hinsicht hat man wieder begonnen, die Tradition der kulturellen Veranstaltungen im Künstlerbund aufzunehmen. Im Stuttgarter Künstlerbund treffen sich Professoren der Akademie, Maler, Bildhauer, Musiker, Schauspieler, Tänzer und Literaten sowie Kunstfreunde und Förderer. Der Stuttgarter Künstlerbund ist ein neutrales Forum zur Aussprache unter Künstlern aller Richtungen und Kapazitäten. Nach wie vor gilt als Bedingung für die Aufnahme bei bildenden Künstlern, dass sie sich mit eigenen Ausstellungen bereits bewährt haben müssen.